# Canidia giesberti
Espèce
Canidia giesberti est une espèce de capricornes de la sous-famille des Lamiinae.

## Systématique
L'espèce Canidia giesberti a été décrite en 2005 par James Earl Wappes (d) et Steven Wayne Lingafelter (d).

## Répartition
Canidia giesberti se rencontre au Mexique.

## Description
Canidia giesberti mesure, pour les femelles, de 11,0 à 13,2 mm de long pour 3,9 à 4,5 mm de large et, pour les mâles, de 9,0 à 13,5 mm de long pour 2,8 à 4,4 mm de large.

## Étymologie
Son nom spécifique, giesberti, lui a été donné en l'honneur de Ed Gilbert (1931-1999), Edmund Francis Giesbert de son vrai nom, acteur et entomologiste américain, taxonomiste autodidacte remarquable des cérambycidés qui a notamment initié l'auteur principal à leur collecte sous les tropiques et avec lequel il a partagé de nombreuses aventures sur le terrain de la fin des années 1970 jusqu'à sa mort prématurée en 1999.

## Publication originale
- (en) James E. Wappes et Steven W. Lingafelter, « The genus Canidia Thomson, 1857 (Coleoptera: Cerambycidae, Lamiinae, Acanthocinini) », Zootaxa, Magnolia Press (d), vol. 927, no 1,‎ 30 mars 2005, p. 1–27 (ISSN 1175-5334 et 1175-5326, OCLC 49030618, DOI 10.11646/ZOOTAXA.927.1.1, lire en ligne).